# Włosy pod pachami
Włosy pod pachami (łac. hirci) – włosy porastające dół pachowy.

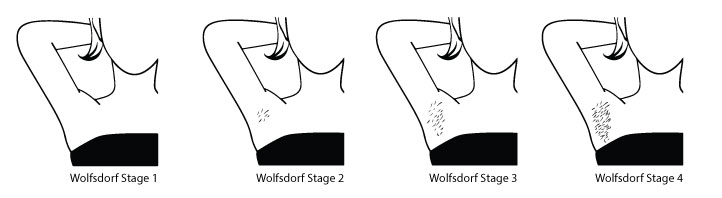
Ilustracja przedstawia klasyfikację Wolfsdorfa dotyczącą rozwoju owłosienia pachowego u dzieci

## Rozwój
Włosy pod pachami przechodzą przez cztery stadia rozwoju, które są wywoływane przez słabe androgeny produkowane przez nadnercza u mężczyzn i kobiet w okresie adrenarche oraz przez testosteron produkowany przez jądra u mężczyzn w okresie dojrzewania.
Znaczenie włosów pod pachami u ludzi nie jest do końca jasne. Przypuszczalnie jest to mechanizm mający naturalnie odprowadzać pot i wilgoć od skóry, wspomagając wentylację. Kolonie bakterii wytwarzających zapach zostają w ten sposób przeniesione z powierzchni skóry na włosy.

## Funkcje
- zmniejszanie tarcia – włosy pod pachami uniemożliwiają kontakt skóry ze skórą podczas czynności wymagających ruchu ramion, takich jak bieganie czy chodzenie. To samo dotyczy włosów łonowych i ruchu nóg[4][potrzebny przypis].
- rozprzestrzenianie feromonów – pachy uwalniają feromony zapachowe, naturalnie wytwarzaną substancję chemiczną. Włosy pod pachami zatrzymują nieprzyjemny zapach, przez co feromony są silniejsze. Badanie przeprowadzone w 2018 r. z udziałem 96 par heteroseksualnych wykazało, że wąchanie naturalnego zapachu partnera/partnerki ma korzystny wpływ na łagodzenie stresu[5].

## Wpływ usuwania włosów
- wpływ na zapach – badanie z 2012 r. dotyczące wpływu usuwania włosów na zapach wykazało, że ogolone pachy oceniano tak samo jak nieogolone pachy[6].
- absorpcja chemiczna – badanie z 2017 r. dotyczące wchłaniania substancji chemicznych z dezodorantów w wyniku usuwania włosów wykazało wzrost wchłaniania substancji chemicznych z 0,01% do 0,06% w przypadku skóry uszkodzonej w wyniku niedawnego golenia[7].

Badanie z 2003 r. dotyczące stosowania antyperspirantów aluminiowych i wieku zachorowania na raka piersi wstępnie wykazało, że „golenie pach z użyciem antyperspirantu/dezodorantu może odgrywać rolę w zachorowaniu na raka piersi”.